# 나노 (음악가)
나노(nano, 1988년 7월 12일 ~ )는 일본의 가수다. 소속 레이블은 FlyingDog이며, 소속 사무소는 호리프로이다. 미국 뉴욕주 뉴욕 출신의 바이링구얼.

## 개요
초등학생 시절부터 합창단에 들어갔으며, 피아노나 바이올린을 배워왔다. 집에서는 엔야나 비틀즈 등 서양 음악을 자주 들었지만, 일본의 애니메이션을 계기로 일본 국내 음악도 듣게 되었다. 일본에서 음악을 하고 싶은 일념으로 가족과 함께 일본에 왔다. 일본에 오고부터는 오디션을 하거나, 기타나 작사 · 작곡을 습독했다. 그 후에 유튜브나 니코니코 동화에서 음악 활동을 계속했으나, 2010년 12월 29일에 VOCALOID 음악인 "모자이크 롤"을 영어로 번역해서 노래한 「노래해봤다」(歌ってみた) 영상을 투고하게 되면서 인기가 급상승. 그 후는 같은 시리즈의 영상으로 서서히 인기를 끌고 있었다.
2012년 3월 14일, VOCALOID 음악의 커버를 중심으로 한 1st 앨범 "nanoir"(ナノワール)로 메이저 데뷔. 데뷔 후에는 TV 애니메이션이나 게임 소프트와의 제휴를 중심으로 활동하고 있으나, 록 밴드 MY FIRST STORY와의 콜라보레이션이나 영화 「막부말고교생」(幕末高校生)과 제휴도 했다.
데뷔 이전부터 프로필은 대부분 공개되지 않았고, 나이나 성별도 비공개 상태이다. 또, 미디어에서는 모습을 드러내지 않으려고, 본인이 출연하는 PV나 아티스트 사진에서는 머리에 길이가 긴 후드를 쓰고 있는 경우가 많다.

## 약력
- 2012년
  - 3월 9일: 니코니코 동화에서 「나노 공식 채널」 개설하면서 생방송도 진행되었다.[2]
  - 3월 14일: 앨범 "nanoir"로 메이저 데뷔. 오리콘 차트에서 12를 획득. 동시에 스마트폰을 위한 알람 어플 「좋은아침 나노」(おはようナノ)가 발매되었다(현재는 판매 종료).[3]
  - 5월 22일: 오피셜 서클 「나노 벗」(ナノ友) 개설.[4]
  - 5월 23일: 1st 싱글 "Now or Never" 릴리스.
  - 10월 10일: 2nd 싱글 "No pain, No game" 릴리스.
- 2013년
  - 1월 19일: Ustream 라디오 「나노라지!」(ナノラジ！)가 격주로 방송 개시(같은 해 3월까지).[5]
  - 2월 16일: 최초의 실사 PV인 "neophobia"가 공개되다.[6]
  - 2월 17일: 2nd 앨범 "N" 릴리스. 오리콘 차트에서 8위를 획득.
  - 3월 16일: 첫 원맨 라이브 「Remember your color.」를 신 키바 STUDIO COUST에서 개최. 총 2500명분의 티켓이 완매되었다.[7]
  - 4월 5일: Ustream 라디오 「나노라지!S」(ナノラジ！S)가 격주로 방송 개시.[8]
  - 5월 18일: 독일의 뒤셀도르프에서 행해진 재패니즈 컬처 컨벤션 「DoKomi」에 출연하는 것으로 첫 해외 라이브를 하다.[9]
  - 6월 5일: 첫 라이브 CD "Remember your color." 릴리스.
  - 8월: 라이브 투어 「Color my world.」를 도쿄, 오사카 2장소에서 개최. 전공연에 MY FIRST STORY의 보컬 Hiro가 참가했다.[10]
  - 10월 30일: 3rd 싱글 "SAVIOR OF SONG" 릴리스. MY FIRST STORY와의 공동 제작이다. 또, 일본에서 처음으로 PV 촬영에 이지스함이 사용되었다.[11]
  - 11월 5일: 오피셜 사이트에서 「나노 벗 프리미엄」(ナノ友プレミアム) 서비스 개시.[12]
  - 12월 1일: 이벤트 「"푸른 강철의 아르페지오 - 아르스 노바 -" LIVE “Blue Field”」에 출연. 이 후 컨디션이 좋지 않아 급성췌장염으로 약 1개월간 입원하게 된다. 동시에 「나노라지!S」(ナノラジ！S)도 일단 중단된다.[13]
- 2014년
  - 1월 6일: 활동을 재개. 다음날에 「나노라지!S」(ナノラジ！S)도 재개되었다.(같은 해 4월까지)[14]
  - 2월 19일: 4th 싱글 "Born to be" 릴리스.
  - 3월: 해외 방송 「MTV 81」에 인터뷰로 출연.[12]
  - 6월 14일: MY FIRST STORY와의 첫 합동 라이브 「HIGHEST LIFE PARTY VOL.4 & UNITED WE ROCK ON.」을 히비야 야외음악당(日比谷野外音楽堂)에서 개최.[15]
  - 7월 23일: 5th 싱글 "INFINITY≠ZERO／SABLE" 릴리스.
  - 9월: 라이브 투어 「World of Stars.」를 도쿄, 나고야, 오사카 3장소에 걸쳐 개최.
  - 12월 28일: NHK 「셜록 홈즈」의 특별 방송에서 인터뷰로 출연.[12]
- 2015년
  - 1월 28일: 3rd 앨범 "Rock on." 릴리스. 오리콘 차트에서 6위를 획득. 타이틀곡 "Rock on."의 PV 촬영은 군함도에서 행해졌다.[16]
  - 3월‐4월: 첫 라이브 하우스 투어를 홋카이도, 후쿠오카, 오사카, 아이치, 도쿄 5장소에 걸쳐 개최.
  - 4월 12일: 해외에서의 첫 원맨 라이브 「Rock on Taiwan.」을 타이완에서 개최.[17]
  - 5월 22일: DoKomi의 전야제로서 원맨 라이브 「Rock on Germany.」를 독일의 뒤셀도르프에서 개최.[18]
  - 7월 11일: 신 키바 STUDIO COUST에서 진행된 이벤트 「ESP학원 presents COLORS2015」에 출연.
  - 9월 25일: 인도네시아에서 진행된 이벤트 「Anime Festival Asia Indonesia 2015」에 출연.
  - 10월 28일: 6th 싱글 "Bull's Eye" 릴리스.
  - 11월 29일: 싱가포르에서 진행된 이벤트 「Anime Festival Asia Singapore 2015」에 출연.
  - 12월 19일: 요코스카 예술극장에서 열린 이벤트 「《푸른 강철의 아르페지오 - 아르스 노바 -》 "Blue Field~Finale~"」에 시크릿 게스트로 출연.
- 2016년
  - 7월 13일: 첫 Remix 앨범 『nano's REMIXES』 릴리스.

## 음반

### 싱글
|           | 발매일           | 타이틀               | 규격품번   | 규격품번   | 규격품번   | 최고순위 |
| 나노 ver. | 발매일           | 타이틀               | 애니 ver.  | 그외       |            | 최고순위 |
| --------- | ---------------- | -------------------- | ---------- | ---------- | ---------- | -------- |
| 1st       | 2012년 5월 23일  | Now or Never         | VTCL-35131 |            |            | 25위     |
| 2nd       | 2012년 10월 10일 | No pain, No game     | VTCL-35139 | VTCL-35140 |            | 11위     |
| 3rd       | 2013년 10월 30일 | SAVIOR OF SONG       | VTCL-35165 | VTCL-35166 | VTCL-35167 | 10위     |
| 4th       | 2014년 2월 19일  | Born to be           | VTCL-35177 | VTCL-35178 |            | 19위     |
| 5th       | 2014년 7월 23일  | INFINITY≠ZERO／SABLE | VTCL-35189 | VTCL-35188 |            | 31위     |
| 6th       | 2015년 10월 28일 | Bull's Eye           | VTCL-35215 | VTCL-35216 |            | 29위     |
| 7th       | 2016년 11월 2일  | DREAMCATCHER         | VTCL-35244 | VTCL-35245 |            |          |

### 앨범
|        | 발매일          | 타이틀               | 규격품번                            | 규격품번   | 최고순위 |
| 한정판 | 발매일          | 타이틀               | 통상판                              |            | 최고순위 |
| ------ | --------------- | -------------------- | ----------------------------------- | ---------- | -------- |
| 1st    | 2012년 3월 14일 | nanoir               |                                     | VICL-63843 | 12위     |
| 2nd    | 2013년 2월 27일 | N                    | VTZL-57 (NA ver.) VTZL-58 (NO ver.) | VTCL-60332 | 8위      |
| Live   | 2013년 6월 5일  | Remember your color. | VTZL-63                             |            | 24위     |
| 3rd    | 2015년 1월 28일 | Rock On.             | VTZL-93 (NA ver.) VTZL-94 (NO ver.) | VTCL-60388 | 6위      |
| Remix  | 2016년 7월 13일 | nano's REMIXES       |                                     | VTCL-60433 | 50위     |

### 제휴
| 곡명                                               | 제휴                                                                             |
| -------------------------------------------------- | -------------------------------------------------------------------------------- |
| Now or Never                                       | TV 애니메이션 『파이 브레인 - 신의 퍼즐』 제 2 시리즈 OP                         |
| Destiny 〜12回目の奇跡〜 (Destiny ~12회째의 기적~) | PSP 게임 『CONCEPTION 내 아이를 낳아줘!』 주제가                                 |
| No pain, No game                                   | TV 애니메이션 『BTOOOM!』 OP                                                     |
| エグジスト (이그지스트)                            | TV 애니메이션 『BTOOOM!』 제 12화 OP                                             |
| Silence                                            | YouTube Den of Horror 공포의 소굴 『Exercise Dead - 죽음의 엑서사이즈 -』 OP     |
| Nevereverland                                      | 라이트 노벨 오리지널 Blu-ray 애니메이션 『아크 IX』 주제가                       |
| SAVIOR OF SONG                                     | TV 애니메이션 『푸른 강철의 아르페지오 - 아르스 노바 -』 OP                      |
| Born to be                                         | TV 애니메이션 『마법전쟁』 ED                                                    |
| Happy Ending Simulator                             | 아케이드 게임 『건슬링거ー 스트라토스 2』 테마 송                                |
| Scarlet Story                                      | NHK 종합 텔레비전 인형극 『셜록 홈즈』 OP                                        |
| INFINITY≠ZERO                                      | 영화 『막부말고교생』 주제가                                                     |
| SABLE                                              | TV 애니메이션 『M3 - 그 검은 강철』 ED                                           |
| PARALYZE:D                                         | PS Vita 게임 『RE:VICE[D]』 주제가                                               |
| Rock on.                                           | 애니메이션 영화 『극장판 푸른 강철의 아르페지오 - 아르스 노바 - DC』 주제가      |
| Freedom Is Yours                                   | F-Secure 보안 소프트웨어 『Freedome』 테마 송                                    |
| Mirror, Mirror                                     | PS Vita 게임 『BAD APPLE WARS』 OP                                               |
| Bull's Eye                                         | TV 애니메이션 『비탄의 아리아 AA』 OP                                            |
| Last Refrain                                       | 애니메이션 영화 『극장판 푸른 강철의 아르페지오 - 아르스 노바 - Cadenza』 삽입곡 |
| Dare Devil                                         | 모바일 게임 『방과후 걸즈 트라이브』 주제가                                      |
| bittersweet                                        | comico 『카카오79%』 이미지 송                                                   |
| DREAMCATCHER                                       | TV 애니메이션 『마법소녀 육성계획』 ED                                           |
| PARAISO                                            | 애니메이션 『체인 크로니클 ~하이케이타스의 빛~』 선행 상영판 ED                  |

### 참가 작품
| 발매일           | 곡명                                    | 수록된 작품                                                                        |
| ---------------- | --------------------------------------- | ---------------------------------------------------------------------------------- |
| 2011년 6월 29일  | 西へ行く (feat. nano)                   | buzzG 「祭囃子」                                                                   |
| 2011년 11월 9일  | Black Maria feat.nano・Φ串Φ・UZURA/祭屋 | 祭屋「-祭屋01-」                                                                   |
| 2012년 3월 7일   | 5150 -ナノver-                          | ダルビッシュP「5150」                                                              |
| 2012년 7월 18일  | スキキライ                              | ＿＿(アンダーバー)「EXIT TUNES PRESENTS フツーバム 〜フツーダムに歌ってみた〜」    |
| 2012년 12월 19일 | Together As One                         | SOUND HOLIC「ROCKMAN HOLIC 〜the 25th Anniversary〜」                              |
| 2014년 3월 12일  | モノフォニックカード                    | 甲田雅人「「魔法戦争」オリジナルサウンドトラック」                                 |
| 2014년 3월 12일  | 死闘                                    | 甲田雅人「「魔法戦争」オリジナルサウンドトラック」                                 |
| 2014년 3월 12일  | NEW WORLD 〜Soundtrack ver.〜           | 甲田雅人「「魔法戦争」オリジナルサウンドトラック」                                 |
| 2015년 2월 16일  | Scarlet Story 〜Orchestra Version〜     | 人形劇『シャーロック ホームズ』「シャーロックホームズ オリジナルサウンドトラック」 |

## 라이브 공연
| 공연 연도 | 공연일                                     | 형태          | 타이틀                                                              | 회장 |
| --------- | ------------------------------------------ | ------------- | ------------------------------------------------------------------- | --- |
| 2013년    | 3월 16일                                   | 라이브        | "Remember your color."                                              | 퍼스트 라이브 3월 16일 도쿄・신 키바 STUDIO COAST |
| 2013년    | 5월 18일                                   | 스페셜 라이브 | "DoKomi"                                                            | 해외 라이브 5월 18일 독일, 뒤셀도르프 |
| 2013년    | 8월 19일 8월 20일 8월 22일                 | 라이브 투어   | "Color my world."                                                   | 2회장 전(全) 3공연 8월 19일 Zepp DiverCity 8월 20일 Zepp DiverCity 8월 22일 Zepp Namba                                                                               |
| 2013년    | 12월 1일                                   | 이벤트 라이브 | "『푸른 강철의 아르페지오 - 아르스 노바 -』 LIVE “Blue Field”"      | 1회장 2공연 12월 1일 Zepp Tokyo |
| 2014년    | 6월 14일                                   | 공동 라이브   | "HIGHEST LIFE PARTY VOL.4 & UNITED WE ROCK ON."                     | 1회장 1공연 6월 14일 히비야 야외음악당(日比谷野外音楽堂) |
| 2014년    | 9월 18일 9월 19일 9월 26일                 | 라이브 투어   | "World of stars."                                                   | 3회장 전(全) 3공연 9월 18일 Zepp Nagoya 9월 19일 Zepp Namba 9월 26일 Zepp Tokyo                                                                                      |
| 2015년    | 2월 7일                                    | 이벤트 라이브 | "3rd 앨범 『Rock on.』 릴리스 기념 미니 라이브"                     | 1회장 1공연 2월 7일 타워 레코드 시부야 점 |
| 2015년    | 3월 21일 3월 28일 3월 29일 4월 4일 4월 5일 | 라이브 투어   | "3rd 앨범 『Rock on.』 릴리스 기념 라이브 투어"                     | 5회장 전(全) 5공연 3월 21일 삿포로・Bessie Hall 3월 28일 후쿠오카・LIVE HOUSE CB 3월 29일 오사카・FANJtwice 4월 4일 나고야・Live Hall M.I.D 4월 5일 도쿄・ASTRO HALL |
| 2015년    | 4월 12일                                   | 라이브        | "Rock on Taiwan."                                                   | 해외 라이브 4월 12일 타이완・Legacy Taipei |
| 2015년    | 5월 22일                                   | 라이브        | "Rock on Germany."                                                  | 해외 라이브 5월 22일 독일, 뒤셀도르프 |
| 2015년    | 7월 11일                                   | 이벤트 라이브 | "ESP 학원(学園) presents COLORS2015"                                | 1회장 1공연 7월 11일 도쿄・신 키바 STUDIO COAST |
| 2015년    | 9월 25일                                   | 이벤트 라이브 | "Anime Festival Asia Indonesia 2015"                                | 해외 라이브 9월 25일 인도네시아, 자카르타 |
| 2015년    | 11월 29일                                  | 이벤트 라이브 | "Anime Festival Asia Singapore 2015"                                | 해외 라이브 11월 29일 싱가포르 |
| 2015년    | 12월 19일                                  | 이벤트 라이브 | "『푸른 강철의 아르페지오 - 아르스 노바 -』 “Blue Field〜Finale〜”" | 1회장 1공연 12월 19일 가나가와・요코스카 예술 극장 |
| 2016년    | 7월 31일                                   | 이벤트 라이브 | "ANISON DREAM STAGE 2016"                                           | 해외 라이브 7월 31일 홍콩 |
| 2016년    | 8월 28일                                   | 이벤트 라이브 | "Animelo Summer Live 2016 刻 -TOKI-"                                | 1회장 1공연 8월 28일 사이타마・사이타마 슈퍼 아레나 |
| 2016년    | 9월 17일                                   | 이벤트 라이브 | "Anime Festival Asia Indonesia 2016"                                | 해외 라이브 9월 17일 인도네시아, 자카르타 |